# Дорога к несвободе: Россия, Европа, Америка
«Дорога к несвободе: Россия, Европа, Америка» (англ. The Road to Unfreedom: Russia, Europe, America) — книга американского историка Тимоти Снайдера, вышедшая в 2018 году. В ней Снайдер исследует попытки России повлиять на западные демократии и влияние философа Ивана Ильина на президента России Владимира Путина и Российскую Федерацию в целом. Для определения стиля путинской политики Снайдер вводит термин «шизофашизм».  

## Отзывы
Историк Маргарет Макмиллан, пишущая для The New York Times, называет книгу «хорошим звоночком для пробуждения». Тим Адамс в обзоре для The Guardian описывает книгу как «убедительную», «пугающую и непреодолимую», а в обзоре для Fair Observer называет книгу важным дополнением к литературе, объясняющей рост авторитаризма и текущие события.
В академическом обзоре Сумантры Майтры, опубликованном консервативной организацией Центр культурного обновления Рассела Кирка, центральный тезис Снайдера назван «упрощённым и основанным исключительно на общепринятом мнении и современном либеральном повествовании. Он также страдает от заметных недостатков, заключающихся в том, что он эмпирически неточен и неверен» .
Книгу раскритиковал Софи Пинкхэм в The Nation как «апофеоз определённого параноидального стиля, который возник среди либералов после Трампа». Пинкхэм указывает, что «представление Снайдера о кампании Путина по уничтожению Америки неубедительно».
Историк Пол Робинсон дал книге отрицательную рецензию, утверждая, что Снайдер неправильно истолковал работу Ивана Ильина, а также преувеличил влияние Ильина на Путина и Россию в целом. Робинсон также говорит, что Снайдер переоценивает влияние России на решение Великобритании выйти из Евросоюза и избрание Дональда Трампа президентом США.
По данным WorldCat, книга переведена на 10 языков: немецкий, испанский, румынский, русский, корейский, голландский, норвежский, чешский, польский, финский и японский.
В 2020 году книгу перевели на украинский язык.
10 марта 2022 года The Los Angeles Times включила эту книгу в свой список 12 основных книг об Украине, России и Путине.